# The Dirty Mac
The Dirty Mac was een eenmalige Britse supergroep die bestond uit John Lennon, Eric Clapton, Keith Richards en Mitch Mitchell. 

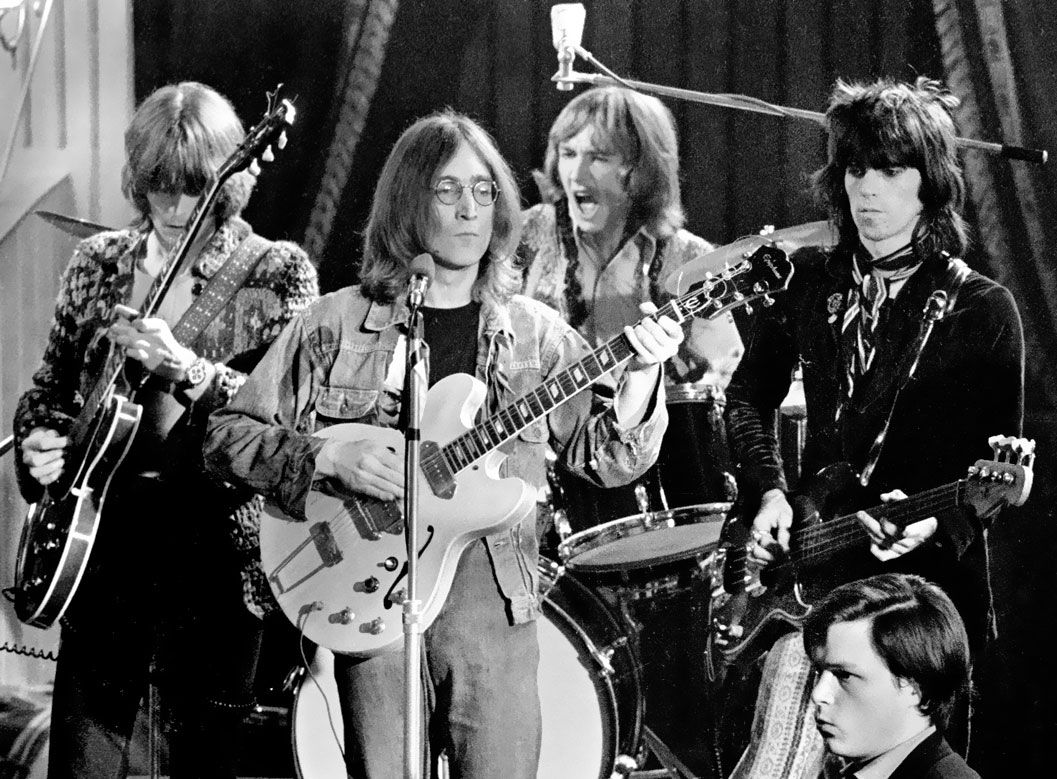
Van links naar rechts: Clapton, Lennon, Mitchell en Richards.

Lennon stelde de groep samen voor de aan The Rolling Stones gewijde TV special The Rolling Stones Rock and Roll Circus. De opnamen vonden plaats op 10 en 11 december 1968. Dit was de eerste keer dat Lennon, optrad zonder de overige leden van The Beatles, de groep waarvan hij op dat moment nog deel uitmaakte. The Dirty Mac nam een vertolking op van het door Lennon geschreven Beatles-nummer "Yer Blues" en begeleidde Yoko Ono en violist Ivry Gitlis bij het uit een jamsession ontstane Her Blues (voornamelijk een uitgebreid bluesnummer waaroverheen Ono vocaal improviseerde) dat later "Whole Lotta Yoko" werd genoemd. De naam van de groep was bedacht door John Lennon en was een woordspeling op "Fleetwood Mac", destijds in het Verenigd Koninkrijk een erg populaire groep.
In 1996 werd het album The Rolling Stones Rock and Roll Circus uitgebracht, samen met een video-opname van het optreden. In 2004 volgde een uitgave op DVD.

## Bandleden
- Eric Clapton - sologitaar (afkomstig uit Cream)
- John Lennon (als "Winston Leg-Thigh") - zang, slaggitaar (lid van The Beatles)
- Mitch Mitchell - drums (uit The Jimi Hendrix Experience)
- Keith Richards - basgitaar (uit The Rolling Stones)